# Robert Baker (actor)
Robert Baker (nacido el 15 de octubre de 1979 en Memphis, Tennessee) es un actor estadounidense conocido por sus papeles en Valentine, Grey's Anatomy, Riverdale, Out of Time y un papel secundario en la película Special.

## Filmografía
| Año       | Título                         | Papel                                   | Notas                      |
| --------- | ------------------------------ | --------------------------------------- | -------------------------- |
| 2002      | JAG                            |                                         | 1 episodio                 |
| 2003      | CSI: Crime Scene Investigation | Virgil                                  | No acreditado, 1 episodio  |
| 2003      | NCIS                           | Seaman                                  | 1 episodio                 |
| 2004      | Las Vegas                      | Slim                                    | 1 episodio                 |
| 2004      | L.A. Dragnet                   | Robert "Bob" Allen Payne                | 2 episodios                |
| 2004      | Six Feet Under                 | Priest                                  | 2 episodios                |
| 2004      | Veronica Mars                  | Liam                                    | 1 episodio                 |
| 2005      | Cold Case                      | Buck Lowman, 1976                       | 1 episodio                 |
| 2005      | Reunion                        | Cop                                     | 1 episodio                 |
| 2008–2009 | Valentine                      | Leo Francisci Hercules Leonardo Joveson | 8 episodios                |
| 2009–2010 | Grey's Anatomy                 | Dr. Charles Percy                       | 11 episodios               |
| 2010      | Law & Order: LA                | Actor                                   | 1 episodio Justified 2011  |
| 2017      | Riverdale                      | Sr. Robert Phillips/Sugar Man           | 2 episodios (temporada 2)  |
| 2018      | Santa Clarita Diet             | Boone Traver                            | 2 episodios: (temporada 2) |
| 2018      | The Originals                  | Emmett                                  | 3 episodios (temporada 5)  |
| 2018      | Supergirl                      | Otis Graves                             | Recurrente (temporada 4)   |

| Año  | Título                            | Papel         | Notas                  |
| ---- | --------------------------------- | ------------- | ---------------------- |
| 1999 | Angel on Abbey Street             | Partygoer     |                        |
| 2001 | Ruling Class                      | Andre         | Película de televisión |
| 2002 | The Funkhousers                   | Murch         | Película de televisión |
| 2003 | Old School                        | Estudiante #2 |                        |
| 2003 | Out of Time                       | Tony Dalton   |                        |
| 2004 | The Ladykillers                   |               |                        |
| 2005 | Little Athens                     | Berubi        |                        |
| 2006 | Special                           | Everett       |                        |
| 2006 | Seraphim Falls                    | Pope          |                        |
| 2006 | Ambrose Bierce: Civil War Stories | Re-enactor    | Película de televiisón |
| 2007 | Save Me                           | Lester        |                        |
| 2007 | Towelhead                         | Sr. Joffrey   |                        |